# Morell East
Morell East est une communauté du Canada située dans le comté de Kings, sur l'Île-du-Prince-Édouard. Elle se trouve au sud-est de Morell.